# Municipio de Norway Lake (Dakota del Norte)
El municipio de Norway Lake (en inglés: Norway Lake Township) es un municipio ubicado en el condado de Wells en el estado estadounidense de Dakota del Norte. En el año 2020 tenía una población de 46 habitantes y una densidad poblacional de 0,5 personas por km².

## Geografía
El municipio de Norway Lake se encuentra ubicado en las coordenadas 47°48′37″N 99°28′45″O / 47.81028, -99.47917. Según la Oficina del Censo de los Estados Unidos, el municipio tiene una superficie total de 92 km², de la cual 89,72 km² corresponden a tierra firme y (2,47 %) 2,28 km² es agua.

## Demografía
Según el censo de 2010, había 46 personas residiendo en el municipio de Norway Lake. La densidad de población era de 0,5 hab./km². De los 46 habitantes, el municipio de Norway Lake estaba compuesto por el 100 % blancos. Del total de la población el 0 % eran hispanos o latinos de cualquier raza.